# Delhuyarita-(Ce)
La delhuyarita-(Ce) és un mineral de la classe dels silicats, que pertany al subgrup de la chevkinita, dins del grup homònim. Rep el nom de Juan (15 de juny de 1754 - 20 de setembre de 1796) i Fausto (11 d'octubre de 1755 - 6 de febrer de 1833) de Elhúyar (Delhuyar), els químics i metal·lúrgics que el 1783 van aïllar el tungstè per primera vegada.

## Característiques
La delhuyarita-(Ce) és un sorosilicat de fórmula química Ce₄Mg(Fe3+,W)₃□(Si₂O₇)₂O₆(OH)₂. Va ser aprovada com a espècie vàlida per l'Associació Mineralògica Internacional l'any 2016, sent publicada per primera vegada el 2017. Només es coneix una única mostra d'aquest mineral. Cristal·litza en el sistema monoclínic.
L'exemplar que va servir per a determinar l'espècie, el que es coneix com a material tipus, es troba conservat a les col·leccions mineralògiques del Museu suec d'història natural d'Estocolm (Suècia), amb el número de catàleg: nrm 19060375.

## Formació i jaciments
Va ser descoberta al dipòsit de Nya Bastnäs, a Riddarhyttan (Västmanland, Suècia), tractant-se de l'únic indret de tot el planeta on ha estat descrita aquesta espècie mineral.